# 皋舟之战
皋舟之战，公元前559年（周灵王十三年，鲁襄公十四年，楚康王元年，吴王诸樊二年），在吴楚交兵中，吴国在皋舟之隘（今江苏省南京市六合区东南）击败楚国的作战。
前559年秋，楚康王由于庸浦之战，让子囊出兵至棠地（今江苏省南京市六合区东南）攻打吴国。吴军不出战，楚军撤退。子囊殿后，认为吴国无能，不加警戒。吴国从皋舟之隘截击楚军，楚军不能彼此救应，被吴国打败，楚国公子宜穀被俘。